# Liste jüdischer Friedhöfe in Belarus
Die Liste jüdischer Friedhöfe in Belarus gibt einen Überblick zu jüdischen Friedhöfen (габрэйскія могілкі) in Belarus. Die Liste erhebt keinen Anspruch auf Vollständigkeit. Die Sortierung erfolgt alphabetisch nach den Ortsnamen.

## Liste der Friedhöfe
| Bezeichnung                              | Bild           | Ort                                             | Woblasz       | Weitere Informationen |
| ---------------------------------------- | -------------- | ----------------------------------------------- | ------------- | --------------------- |
| Neuer jüdischer Friedhof (Antopal)       | weitere Bilder | Antopal (Lage)                                  | Breszkaja     | siehe                 |
| Jüdischer Friedhof (Baranawitschy)       | weitere Bilder | Baranawitschy (Lage)                            | Breszkaja     | siehe                 |
| Jüdischer Friedhof (Baryssau)            | weitere Bilder | Baryssau (Lage)                                 | Minskaja      | siehe                 |
| Jüdischer Friedhof (Beschankowitschy)    | weitere Bilder | Beschankowitschy, Rajon Beschankowitschy (Lage) | Wizebskaja    | siehe                 |
| Jüdischer Friedhof (Bjalynitschy)        | weitere Bilder | Bjalynitschy (Lage)                             | Mahiljouskaja | siehe                 |
| Jüdischer Friedhof (Braslau)             | weitere Bilder | Braslau (Lage)                                  | Wizebskaja    | siehe                 |
| Jüdischer Friedhof (Brest, Belarus)      | weitere Bilder | Brest (Belarus)                                 | Breszkaja     | siehe                 |
| Jüdischer Friedhof (Dokschyzy)           | weitere Bilder | Dokschyzy, Rajon Dokschyzy                      | Wizebskaja    | siehe                 |
| Jüdischer Friedhof (Dsjatlawa)           | weitere Bilder | Dsjatlawa (Lage)                                | Hrodsenskaja  | siehe                 |
| Jüdische Friedhöfe in Grodno             |                | Grodno                                          | Hrodsenskaja  | siehe                 |
| Jüdischer Friedhof (Hlybokaje)           | weitere Bilder | Hlybokaje (Lage)                                | Wizebskaja    | siehe                 |
| Jüdischer Friedhof (Iwjanez)             | weitere Bilder | Iwjanez (Lage)                                  | Minskaja      | siehe                 |
| Jüdischer Friedhof (Klezk)               | weitere Bilder | Klezk                                           | Minskaja      | siehe                 |
| Jüdischer Friedhof (Kobryn)              | weitere Bilder | Kobryn (Lage)                                   | Breszkaja     | siehe                 |
| Jüdischer Friedhof (Krytschau)           | weitere Bilder | Krytschau                                       | Mahiljouskaja | siehe                 |
| Jüdischer Friedhof (Lida)                | weitere Bilder | Lida                                            | Hrodsenskaja  | siehe                 |
| Jüdischer Friedhof (Lunna)               | weitere Bilder | Lunna (Belarus) (Lage)                          | Hrodsenskaja  | siehe                 |
| Jüdischer Friedhof (Mahiljou)            | weitere Bilder | Mahiljou (Lage)                                 | Mahiljouskaja | siehe                 |
| Jüdischer Friedhof (Minsk)               | weitere Bilder | Minsk                                           | Minskaja      | siehe                 |
| Jüdischer Friedhof (Moŭčadź)             | weitere Bilder | Moŭčadź                                         | Breszkaja     | siehe                 |
| Jüdischer Friedhof (Njaswisch)           |                | Njaswisch                                       | Minskaja      | siehe                 |
| Jüdischer Friedhof (Pruschany)           | weitere Bilder | Pruschany                                       | Breszkaja     | siehe                 |
| Jüdischer Friedhof (Radaschkowitschy)    | weitere Bilder | Radaschkowitschy, Rajon Maladsetschna (Lage)    | Minskaja      | siehe                 |
| Jüdischer Friedhof (Rahatschou)          |                | Rahatschou                                      | Homelskaja    | siehe                 |
| Jüdischer Friedhof (Slonim)              | weitere Bilder | Slonim                                          | Hrodsenskaja  | siehe                 |
| Jüdischer Friedhof (Smilawitschy)        | weitere Bilder | Smilawitschy (Lage)                             | Minskaja      | siehe                 |
| Jüdischer Friedhof (Tscherwen (Belarus)) | weitere Bilder | Tscherwen (Belarus)                             | Minskaja      | siehe                 |
| Jüdischer Friedhof (Waukawysk)           | weitere Bilder | Waukawysk                                       | Hrodsenskaja  | siehe                 |
| Jüdischer Friedhof (Wischnewa)           | weitere Bilder | Wischnewa (Lage)                                | Minskaja      | siehe                 |
| Jüdischer Friedhof (Woutschyn)           |                | Woutschyn                                       | Breszkaja     |                       |